# Jurjen Koksma
Jurjen Ferdinand Koksma est un mathématicien néerlandais né le 21 avril 1904 à Schoterland et mort le 17 décembre 1964 à Amsterdam). Il a travaillé dans le domaine de la théorie analytique des nombres, en particulier en approximation diophantienne.

## Biographie
Jurjen Koksma obtient son doctorat à l'université de Groningue en 1930 avec une thèse intitulée Over stelsels Diophantische ongelijkheden (« sur les systèmes d'inégalités diophantiennes ») sous la supervision de Johannes van der Corput. Il passe six mois à Göttingen, puis il est nommé professeur à l'université libre d'Amsterdam en octobre 1930, où il participe  à la création des facultés de mathématiques et de physique nouvellement fondées, avec le physicien Johannes Gerardus Sizoo.

## Responsabilités scientifiques
En 1938 et en 1953, Koksma est Recteur Magnificus de la Freie Universität. En 1954, il est le principal organisateur du congrès international des mathématiciens à Amsterdam et de 1954 à 1961 il est  secrétaire du département des sciences naturelles de l'Académie royale néerlandaise des arts et des sciences.
En 1946, Koksma participe à la fondation du Mathematisch Centrum (centre mathématique) à Amsterdam, avec les mathématiciens et physiciens van Dantzig, van der Corput, Kramers, Minnaert et Schouten, centre qui s'appelle ensuite Centrum voor Wiskunde en Informatica (CWI).

## Travaux
L'ouvrage le plus connu de Koksma est le livre Diophantische Approximationen, publié par Springer Verlag à Berlin en 1936 dans la série Ergebnisse der Mathematik und ihrer Grenzgebiete  et qui décrit l'état de la recherche à l'époque.
En 1939, Koksma introduit une classification des nombres réels et complexes selon des propriétés de transcendance équivalentes à celle de Kurt Mahler (qui définit en 1932 les classes S, T, U).
En 1942, Jurjen Koksma démontre l'inégalité qui porte son nom, généralisée à plusieurs dimensions par Edmund Hlawka en 1961 et qui joue encore aujourd'hui un rôle important dans le traitement des méthodes d'intégration numérique basées sur des nombres quasi-aléatoires dans la même problématique que les suites équidistribuées ou l'algorithme de Monte-Carlo.
Les anciens élèves de Koksma incluent Nicolaas Govert de Bruijn et Lauwerens Kuipers.
Jurjen Koksma avait deux frères également mathématiciens : Jan Koksma (doctorat en 1937 à Groningue et Marten Koksma.

## Publications
Koksma a publié plus de 50 articles  mathématiques dont :
- Diophantische Approximationen, Springer, coll. « Ergebnisse der Mathematik und ihrer Grenzgebiete », 1936 (réimpressions 1950, 1974, 2002)
- avec  Lauwerens Kuipers (éditeurs), Asymptotic distribution modulo 1 : Papers presented at the Nuffic International Summer Session in Science sponsored by NATO held in Breukelen(The Netherlands), August 1-11, 1962., Groningen, P. Noordhoff N. V., 1965, 203 p. (zbMATH 0123.24301).
- sa thèse : Over stelsels Diophantische ongelijkheden, 1930, 137 pages ;
- sa leçon inaugurale  à la Freie Universität Amsterdam :  Benaderingsproblemen bij irrationale getallen, 1930, 19 pages.

Ses écrits sont rédigés dans des proportions à peu près égales en néerlandais, allemand, français et anglais - toutefois il n'a plus utilisé  l'allemand après 1942 et l'anglais seulement à partir de 1943.

## Articles liés
- Inégalité de Denjoy–Koksma (en)
- Inégalité de Koksma-Hlawka
- Inégalité d'Erdös-Turán-Koksma